# Christopher Anzenius
Christopher Olai Anzenius, född 1652, död 4 juni 1713 i Piteå landsförsamling, var en svensk präst.

## Biografi
Christopher Anzenius föddes 1652. Han var son till kyrkoherden Olof Anzenius i Anundsjö församling. Anzenius skrevs in 20 oktober 1671 som student vid Uppsala universitet och promoverades till filosofie magister 10 december 1685, tilldelades då första hedersrummet. Han utnämndes till rektor vid Frösö skola år 1681, blev konrektor vid Härnösands trivialskola 1687 och därefter sekundteologisk lektor vid Härnösands gymnasium 1689. Under läsåret 1690–1691 tjänstgjorde han som gymnasierektor.

### Kyrkoherde i Piteå
Den 22 juni 1693 utnämndes han av Kunglig Majestät till kyrkoherde i Piteå landsförsamling, ett ämbete han tillträdde 1695. Han mottog prästgårdens inventarier vid tillträdessyn 12 augusti samma år. Den 11 september 1695 utsågs han till vice kontraktsprost efter Ericus Graan i Luleå, och blev senare även ordinarie prost. Under hans tjänstetid hölls visitationer av superintendent Julius Micrander i februari 1697, och av biskop Gustaf Wallin i februari 1705. Ett prästmöte hölls i Piteå stad 1697. År 1709 anhöll Anzenius om tillstånd att avsvedja Baggholmen för att bereda mulbete åt sina kreatur. Innan något beslut hann fattas i ärendet, avled han på Kristi himmelsfärdsdag 1713.

## Familj
Anzenius var gift med Margareta Linneria (död 1735), dotter till kyrkoherden Petrus Linnerius i Skellefteå församling. De fick tillsammans barnen kyrkoherden Petrus Anzenius (född 1682) i Skellefteå församling, Margareta Anzenia som var gift med borgmästaren Carl Sadlin i Torneå, häradshövding Olof Anzenius (1693–1777) i Västerbotten, Dorothea Anzenia som var gift med lektorn Israel Stecksenius i Härnösand, Magdalena Anzenius (född 1695) och Catharina Anzenia (1695–1696).